# Caimito (Cuba)
Pour les articles homonymes, voir Caimito.
Caimito est une localité et une municipalité de Cuba dans la province d'Artemisa.

## Géographie

### Situation
Caimito se trouve dans la partie occidentale de l'île de Cuba, au centre-nord de la province d'Artemisa, à 35 km sud-ouest de La Havane et 25 km nord-est de sa capitale de province Artemisa.

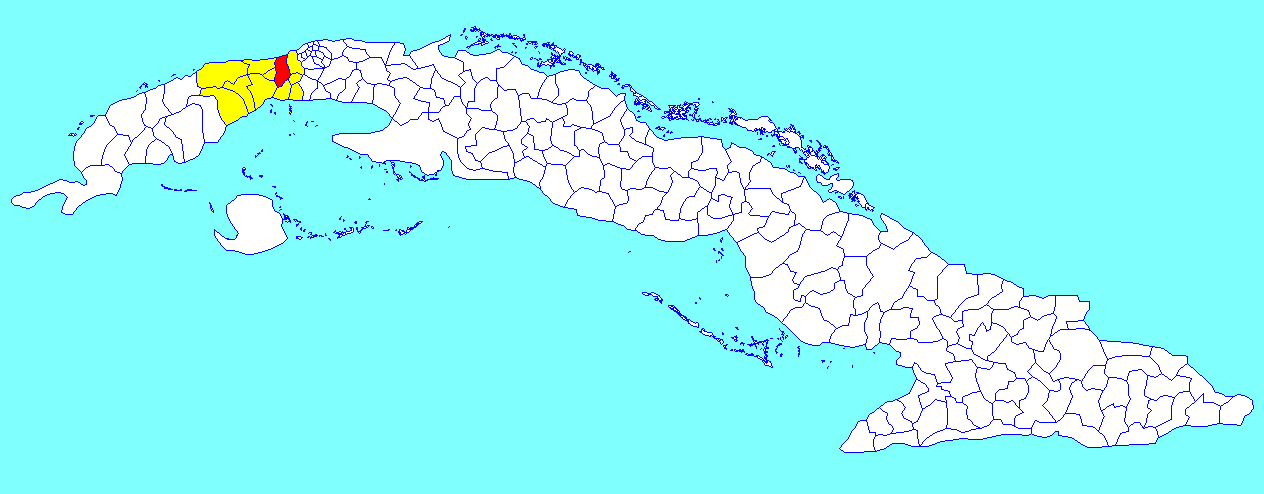
Municipalité de Caimito dans la province d'Artemisa

### Divisions administratives
La municipalité inclut cinq consejos populares :
- Costa Norte
- Vereda Nueva
- Ceiba del Agua
- Pueblo Nuevo
- Caimito

## Population
En 2022, la population était estimée à 42 552 habitants ; pour une surface de 239,4 km2, la densité de population est de 177,7/km².